# ビングクロスビーステークス
ビングクロスビーステークス（Bing Crosby Stakes）は、アメリカ合衆国のデルマー競馬場にて、毎年7月終わりないし8月初頭に開催される競馬の競走である。

## 概要
デルマー競馬場の創設と発展に寄与したビング・クロスビーの名をとって、1946年に創設された競走である。当初はビングクロスビーハンデキャップの名前で始まり1976年からG3に格付けされた。その後、1996年にビングクロスビーブリーダーズカップハンデキャップに改称、1999年からG2に格上げ。更に2004年にはG1に格上げ、2005年からビングクロスビーステークスに改称された。
ダート6ハロンで施行され、出走条件は3歳以上サラブレッド。賞金総額は30万ドル、優勝賞金は18万ドル。

## 近年の勝ち馬
- 2025 Lovesick Blues
- 2024 The Chosen Vron
- 2023 The Chosen Vron
- 2022 American Theorem
- 2021 Dr. Schivel
- 2020 Collusion Illusion
- 2019 Cistron
- 2018 Ransom the Moon
- 2017 Ransom the Moon[2]
- 2016 Lord Nelson [3]
- 2015 Wild Dude [4]
- 2014 Big Macher[5]
- 2013 Points Offthebench
- 2012 Amazombie
- 2011 Euroears
- 2010 Smiling Tiger
- 2009 Zensational
- 2008 Street Boss
- 2007 In Summation
- 2006 Pure as Gold
- 2005 Greg's Gold
- 2004 Kela
- 2003 Beau's Town
- 2002 Disturbingthepeace
- 2001 Kona Gold
- 2000 Kona Gold
- 1999 Christmas Boy